# Angy
Angy é uma comuna francesa na região administrativa de Altos da França, no departamento de Oise. Estende-se por uma área de 3,6 km². Em 2010 a comuna tinha 1 175 habitantes (densidade: 326,4 hab./km²).